# Hummel (instrumento)

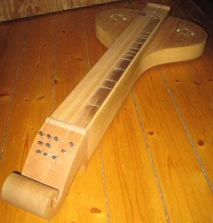
Fotografía de un hummel.

El hummel es un instrumento de cuerda muy antiguo proveniente del norte de Europa, concretamente de Escandinavia. Se encuadra dentro de la categoría de instrumentos de cuerda pulsada (cítara). Consta de seis cuerdas que corren a lo largo de la caja afinadas en distintos tonos. La vibración de dichas cuerdas le confiere una sonoridad parecida a un zumbido. Parece haber sido precursor de otros instrumentos europeos como el dulcémele. Según el lugar, recibe distintos nombres: citera (Hungría), épinette de vogues (Francia), langspil (Islandia), langeleik (Noruega) y humle (Dinamarca).
- Datos: Q2094724
- Multimedia: Hommel (instrument) / Q2094724